# Pruska Wołhinowa
Pruska Wołhinowa (biał. Пруска Валгінова, Pruska Wałhinowa; ros. Пруска Волгинова, Pruska Wołginowa) – wieś na Białorusi, w obwodzie brzeskim, w rejonie kamienieckim, w sielsowiecie Rzeczyca, w pobliżu Kamieńca.

## Historia
W XIX i w początkach XX w. położona była w Rosji, w guberni grodzieńskiej, w powiecie brzeskim, w gminie Kamieniec Litewski. Nosiła wówczas nazwę Pruska (ros. Пруска).
W dwudziestoleciu międzywojennym leżała w Polsce, w województwie poleskim, w powiecie brzeskim, w gminie Kamieniec Litewski. W 1921 miejscowość liczyła 132 mieszkańców, zamieszkałych w 21 budynkach, w tym 106 Białorusinów i 26 Polaków. 103 mieszkańców było wyznania prawosławnego i 29 rzymskokatolickiego.
Po II wojnie światowej w granicach Związku Sowieckiego. Od 1991 w niepodległej Białorusi.